# Egzorcyzm
Treść tego artykułu od 2020-10 może nie być zgodna z zasadami neutralnego punktu widzenia.
Dokładniejsze informacje o tym, co należy poprawić, być może znajdują się w dyskusji tego artykułu.
 Po wyeliminowaniu niedoskonałości należy usunąć szablon {{Dopracować}} z tego artykułu.

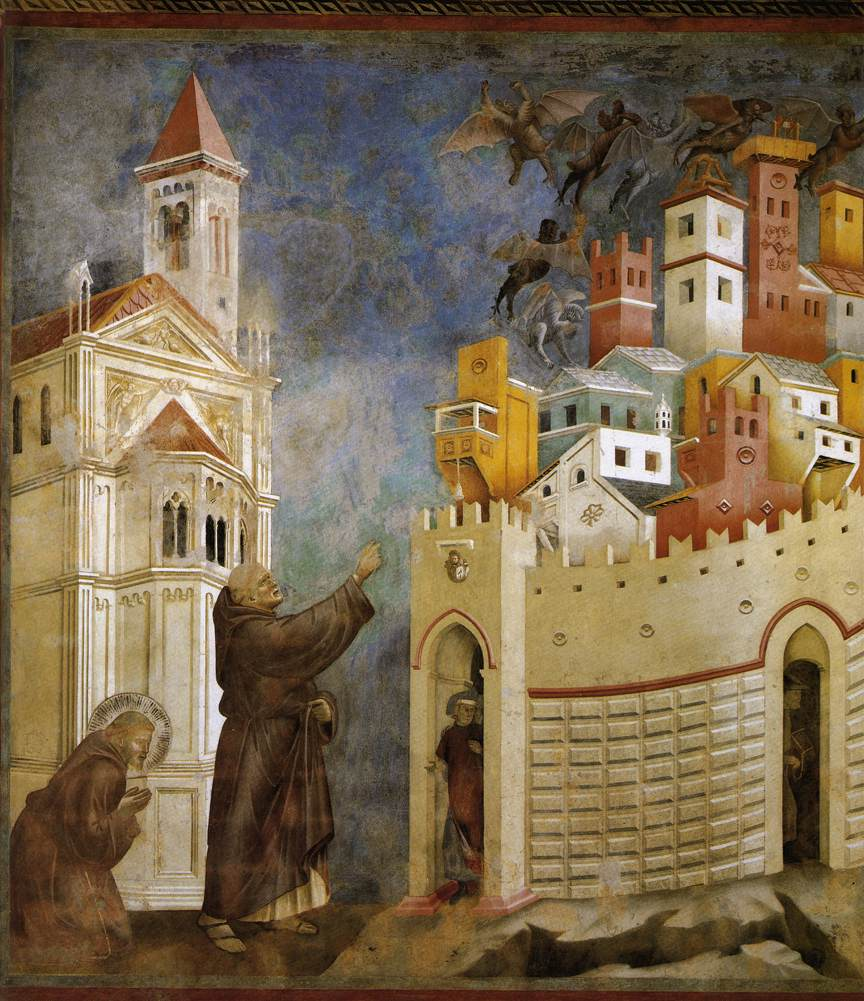
Wypędzenie demonów z Arezzo (fresk Giotta) – przykład egzorcyzmu

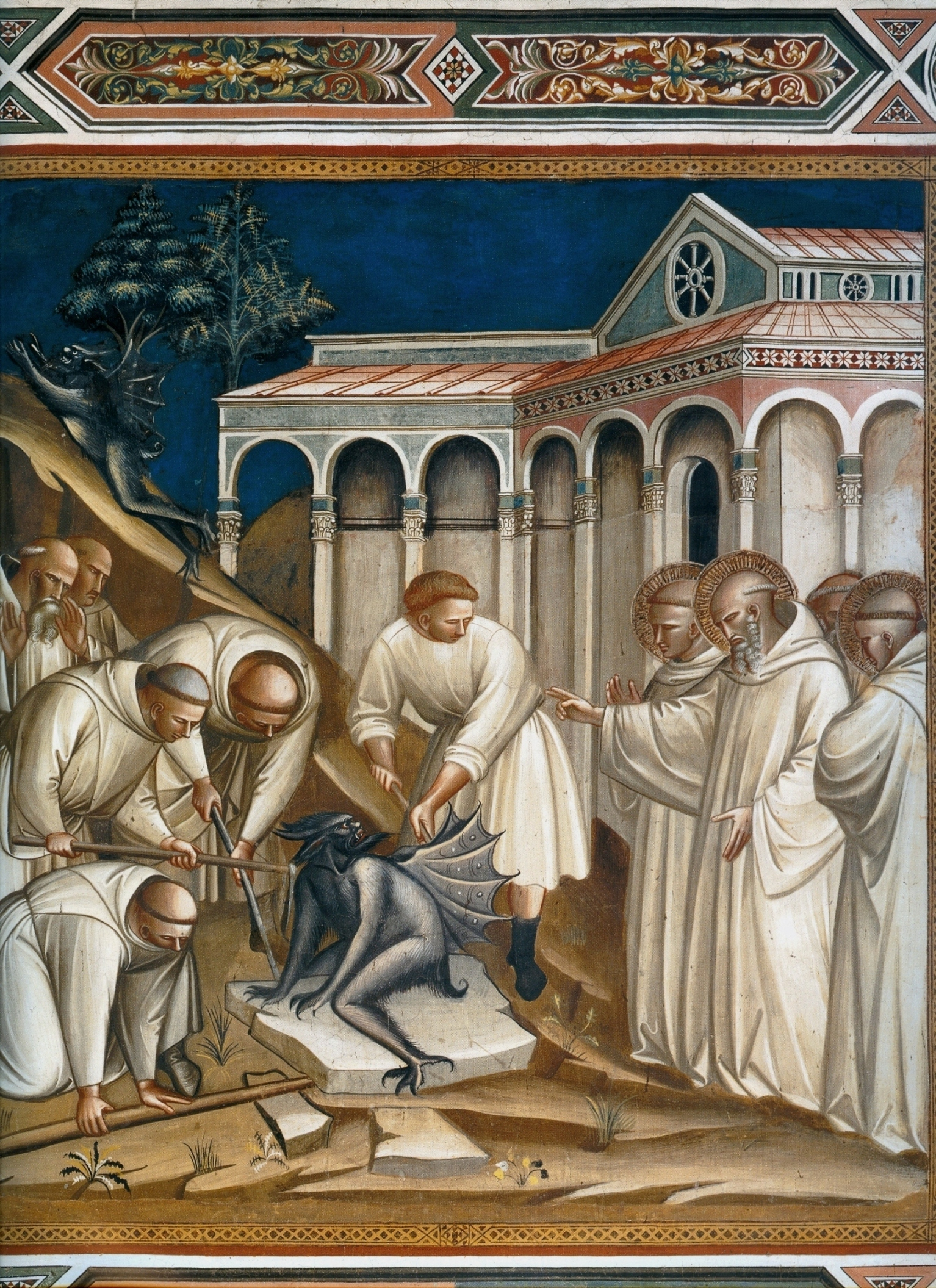
Spinello Aretino Egzorcyzm św. Benedykta

Egzorcyzm (gr. ἐξορκισμός, exorkismós – zaprzysiężenie, zaklęcie) – obrzęd poświęcenia mający na celu uwolnienie człowieka, zwierzęcia, miejsca lub przedmiotu od wpływu złego ducha.
W Kościele katolickim egzorcyzmem nazywany jest obrzęd liturgiczny mający na celu usunięcie bezpośredniego wpływu Szatana na osobę, ewentualnie (rzadziej) zwierzę, miejsce lub przedmiot w formie opętania, dręczenia lub zniewolenia. Egzorcyzmy w Kościele katolickim należą do sakramentaliów. W Kościele katolickim egzorcysta jest biskupem lub wyznaczonym przez niego kapłanem, który ma specjalne zezwolenie na wykonywanie egzorcyzmów.

## Naukowy wymiar egzorcyzmu
Zaburzenie transowe i opętaniowe występują w klasyfikacjach takich jak psychiatryczna DSM-IV, czy klasyfikacja Światowej Organizacji Zdrowia ICD-10. Można wywołać je w sposób sztuczny.
W przeszłości wiele chorób psychicznych jak schizofrenia, czy choroba afektywna, z ich objawami wytwórczymi, traktowano jako zawładnięcie chorego przez demona, a osoby nimi dotknięte poddawano egzorcyzmowaniu nie udzielając im właściwej pomocy lub zabijano podejrzewając o trudnienie się czarami. W urojeniach stosunkowo często występują treści religijne, również o charakterze demonicznym, mogące budzić podejrzenie u osoby nieobeznanej, opętania w jego klasycznym religijnym rozumieniu, np. w przypadku dysocjacyjnego zaburzenia tożsamości, u 29% badanych, alternatywna osobowość identyfikuje siebie jako demona. Leczenie polega na likwidacji lub zmniejszeniu występowania objawów wytwórczych tj. urojeń, wizji, myśli nadwartościowych poprzez zastosowanie odpowiedniej terapii farmakologicznej (leków przeciwpsychotycznych, stabilizatorów nastroju) oraz poprzez ewentualne oddziaływanie psychoterapeutyczne.
Udokumentowane są próby leczenia przy pomocy egzorcyzmów także innych schorzeń, na przykład infekcji cewki moczowej, zarówno u osób świeckich, jak i duchowieństwa.
Wrażenie, że egzorcyzm oddziałuje na ludzi doświadczających symptomów opętania jest czasami przypisywane efektowi placebo oraz sile sugestii. Istnieje grupa pacjentów symulujących to zaburzenie, hipotetycznie opętani mogą być osobowościami narcystycznymi lub o niskiej samoocenie demonstrującymi opętanie w celu zwrócenia na siebie uwagi lub poszukiwania pomocy w innych obszarach życia.
Kontrowersje wzbudził przypadek opętania Anneliese Michel (1952–1976), ze względu na to, że egzorcyzmy nie zakończyły się powodzeniem, a opętana osoba zmarła. Winy dopatrywano się w działaniach księdza egzorcysty, który miał zniechęcić Anneliese Michel do zażywania leków psychotropowych (jednak pierwsze egzorcyzmy nad Anneliese Michel zostały odprawione dopiero po długotrwałym leczeniu które nie przynosiło efektów). Osoby odpowiedzialne za opiekę nad dziewczyną zostały postawione w stan oskarżenia za znęcanie się nad nią i nieudzielenie jej fachowej pomocy.
W 2017 r. postawiono członkom protestanckiego kościoła ewangelikalnego hrabstwa Rutherford zarzuty w sprawie geja z Karoliny Północnej, który był bity i dławiony przez 2 godziny podczas próby egzorcyzmowania.
Hierarchowie Kościoła katolickiego podejmowali próby wzbudzenia zainteresowania egzorcyzmami wykonywanymi przez tę instytucję przypominając, że świeckie instytucje nie mogą używać egzorcyzmów, a obraz egzorcyzmów został zniekształcony przez filmy.